# Jamie Bamber
Jamie St John Bamber Griffith (ur. 3 kwietnia 1973 w Londynie) – angielsko-amerykański aktor. Występował w roli majora Lee „Apollo” Adamy w serialu Battlestar Galactica.

## Filmografia
- Peak Practice (1993-2002) jako dr Matt Kendal
- Hornblower: Równe szanse (Hornblower: The Even Chance, 1998) jako aspirant Kennedy
- Hornblower: Księżna i diabeł (Hornblower: The Duchess and the Devil, 1999) jako Kennedy
- Hornblower: Żabojady i homary (Hornblower: The Frogs and the Lobsters, 1999) jako Aspirant Kennedy
- The Scarlet Pimpernel (1999) jako lord Tony Dewhurst
- Poirot: Zabójstwo Rogera Ackroyda (The Murder of Roger Ackroyd, 2000) jako Ralph Paton
- Tajemnica lady Audley (Lady Audley's Secret, 2000) jako George Talboys
- Tatuaż diabła (The Devil's Tattoo, 2001) jako Tom
- Kompania braci (Band of Brothers, 2001) jako podporucznik Jack Foley
- Hornblower: Odwet (Hornblower: Retribution, 2001) jako porucznik Archie Kennedy
- Hornblower: Bunt (Hornblower: Mutiny, 2001) jako porucznik Archie Kennedy
- Ultimate Force (2002) jako porucznik Dotsy Doheny
- Daniel Deronda (2002) jako Hans Meyrick
- Battlestar Galactica (2003-2009) jako kapitan Lee 'Apollo' Adama
- Battlestar Galactica: Razor  (2007) jako kapitan Lee 'Apollo' Adama
- Outcasts (2010) jako Mitchell Hoban
- John Doe: Samozwańczy Strażnik (John Doe Vigilante, 2014) jako „John Doe"
- Marcella (2016) jako Tim Williamson
- Szklane piekło (2017) jako Tom Bronson